# Sharebon
El sharebon fue un género literario del Japón pre-moderno, cuyas tramas giraban en torno al humor y al entretenimiento en las zonas rojas.
El sharebon es un subgénero del gesaku, y como tal, el humor era un aspecto importante en cada historia. Según Keene, «el sharebon describía las costumbres, la lengua y la ropa de los hombres que frecuentaban los barrios con licencia y eran hábiles en su ritualizado modo de ser». A menudo, estos hombres trataban de hacer alarde de sus conocimientos, sólo para luego estar equivocados y ser ridiculizados por las cortesanas.

## Desarrollo
El género del sharebon existió entre los años 1720 y 1840, es decir, duró más de cien años. Este intervalo se divide normalmente en tres etapas: temprana, media y tardía.

### Etapa temprana
El período temprano existió entre los años 1720 y 1760.
El texto más antiguo perteneciente al género se identifica como Ryōha Shigen (両巴巵言?), escrito por Gekishō Sensei (撃鉦先生?) en 1728, y que estableció la forma y el estilo tradicionales del género.
Varios textos importantes fueron publicados en las décadas siguientes, desarrollando el género, entre ellos:
- Hijiri no Yūkaku (聖遊廓?) (1757): Buda, Confucio, y Lao-Tse van a un burdel en Osaka.
- Tatsumi no Sono (辰巳之園?) (1770)
- Yūshi Hōgen (遊子方言?) (1770): un hombre y su hijo visitan Yoshiwara. El hombre intenta hacer alarde de su conocimiento acerca de las últimas modas y tendencias, pero es ridiculizado por las cortesanas. El hijo, más ingenuo, recibe un mejor trato.

Yūshi Hōgen se convirtió en el modelo básico para futuras novelas.

### Etapa media
El período medio existió entre la década de 1770 y la de 1780, en que el género alcanzó su máxima popularidad.
Los autores experimentaron con nuevos lugares, personajes y tipos de humor.
Santō Kyōden, el «principal escritor de ficción a finales del siglo XVIII», escribió el «mejor sharebon». Kyōden escribió una serie de novelas importantes, incluyendo:
- Musukobeya (令子洞房?) (1785)
- Tsūgen Sōmagaki (通言総籬?) (1787)
- Keiseikai Shijūhatte (傾城買四十八手?) (1790)
- Shikake Bunko (仕懸文庫?) (1791)
- Nishiki no Ura (錦之裏?) (1791)
- Shōgi Kinuburui (娼妓絹籭?) (1791)

En 1790, las Reformas Kansei, llevadas a cabo por Matsudaira Sadanobu, introdujo una estricta censura y sanciones por «libros frívolos». Tanto Santō Kyōden como Tsutaya Jūzaburō, el principal editor de la época, fueron castigados por su trabajo en el sharebon.

### Etapa tardía
El período tardío existió entre los años 1790 y 1840.
Después de las Reformas Kansei, el sharebon entró en declive. Hubo pocos desarrollos nuevos, y la mayoría de los libros nuevos fueron imitaciones de obras anteriores de Kyōden. Autores como Umebori Kokuga (梅暮里谷峨?) tuvieron un poco de éxito en la continuación del género. Sin embargo, eventualmente «[...] dio paso al ninjōbon en respuesta a la demanda popular por historias con contenido y con mayor profundidad en los personajes [...]».

### Obras citadas
- Keene, Donald (1976). World Within Walls: Japanese Literature of the Pre-Modern Era 1600-1867. Nueva York: Grove Press. ISBN 0-394-17074-1.

- Datos: Q3481480